# Аурора (ТВ серија)
Аурора (шп. Aurora) америчка је теленовела, продукцијске куће Телемундо, снимана током 2010. и 2011.
У Србији је емитована 2011. на Првој телевизији.

## Синопсис
Аурора је лепа двадесетогодишња девојка, безнадежно заљубљена у Лоренса, са којим остаје трудна. Сазнавши за ову везу, родитељи је растављају од вољеног младића, а он, убеђен да Аурора више не жели да га види и не знајући за бебино постојање, такође одлучује да се удаљи од ње. Неколико месеци касније, рађа се Бланка и открива се да Аурора болује од тешке болести, за коју у том тренутку није било лека. Њен отац, угледни лекар који је славу стекао захваљујући напредовању у области Криогенике (наука заснована на смрзавању тела, да би се она очувала), одлучује да своје знање примени на својој кћерки. Кроз компликован процес, он успева да замрзне Аурору како би она остала жива док научници не пронађу лек. То је била једина нада родитељима да не изгубе кћерку заувек. После двадесет година, долази дан који су сви са нестрпљењем чекали - Аурора се буди.
Некада млада девојка, сада је жена четрдесетих година, која изгледа исто као и када је замрзнута. Није свесна да је прошло толико времена. Све се променило, једино је она остала иста. Њена најбоља пријатељица Наталија сада је удата за љубав њеног живота. Осим тога, физички се чини да има година као њена кћерка Бланка, која не зна за мајчино постојање. Стицајем околности Аурора упознаје Лоренсовог сина Мартина, двадесетогодишњака који је слика и прилика свог оца. Мартин је очаран лепотицом и учиниће све да је освоји, не знајући да је та жена љубав његовог оца.
Како ће се Аурора навићи на потпуно нови и другачији живот и прихватити чињеницу да није преспавала тек једну ноћ, већ двадесет година? Како ће се изборити са осећањима када се сукобе љубав из прошлости и љубав из садашњости?

## Ликови
- Аурора Понсе де Леон (Сара Малдонадо) - Аурора је млада девојка и врхунска професионална плесачица која студира у школи за уметност у Њујорку током 1990. Једне вечери Аурора одлучи да са пријатељицама прослави завршетак плесних проба и тада, у бару, упознаје Лоренса Лобоса, скромног, страственог плесача у којег се заљуби и са којим проведе незаборавно вече. Након неспоразума, они прекину везу. Неколико месеци после, Аурора роди прекрасну девојчицу Бланку, али убрзо изгуби битку са непознатом болешћу и умре. Њени родитељи одлуче да замрзну Аурорино тело у капсули док не пронађу лек за њену болест. Након пуних двадесет година, Густаво закључи да је открио лек и да је дошло право време да оживи Аурору. Након двадесет година Аурора се буди, све око ње се променило само је она остала иста.

- Лоренсо Лобос (Хорхе Луис Пила) - Лоренсо је скроман и страствени плесач у којег се Аурора заљуби и са којим проведе незаборавну вече. Лоренсо најпре схвати да га је Аурора лагала о свом сиромашном пореклу, а затим и сведочи пољупцу између ње и њеног познаника, због чега љутито одлази са забаве. Аурора ће покушати да разувери Лоренса да је све погрешно скватио јер је баш намеравала да објави родитељима и пријатељима да се у њега заљубила, али све ће бити узалуд - Лоренсо је повређен и изневерен, и више не жели да је види. Док Аурора буде спавала, Лоренсо ће се оженити њеном пријатељицом Наталијом, са којом ће добити кћерку Нину у усвојити сина Сесара.

- Мартин Лобос (Еухенио Сиљер) - Мартин је Лоренсов син, који изгледа као Лоренсо пре двадесет година. Студент је медицине и ради на Густавовој клиници. Веома је позитиван човек, пун ентузијазма и жеље за успехом. Од оца је наследио уметничку страну и талентован је за плес. Заљубљује се у Аурору на први поглед.

- Ванеса Милер (Ајлин Мухика) - Лепа и елегантна плесачица Ванеса је љубоморна Аурорина пријатељица коју разбесни њихово зближавање јер је и њој за око запао привлачни Лоренсо. Због тога следећи дан тајно позове Лоренса на раскошну рођенданску забаву коју су припремили Аурорине богати родитељи, како би их раставила. Ванеса се удала млада за „добру партију“ на наговор мајке и има кћерку Вики, али брак је не испуњава па су јој забава и провод у првом плану.

- Густаво Понсе де Леон (Браулио Кастиљо) - Густаво је физичар и признати научник који је у сталној потрази за продужавањем људског живота путем залеђивања мртвог тела (криогенике). Уз помоћ медицинских налаза, Густаво открије да је његова ћерка трудна, али с обзиром да Аурора носи дете сиромашног плесача, побрине се да Лоренсо за то никада не сазна. Након пуних двадесет година, Густаво закључи да је дошло право време и одлучи да оживи кћерку.

- Инес Понсе де Леон (Карен Сентиес) - Инес је Густавова супруга која не може да прежали губитак кћерке па га подржи у одлуци да замрзне Аурорино тело у капсули док не пронађу лек за њену болест, ризикујући притом своје животе, али и породичну и професионалну репутацију.

## Улоге
| Глумац:                | Улога:                     |
| ---------------------- | -------------------------- |
| Сара Малдонадо         | Аурора Понсе де Леон       |
| Хорхе Луис Пила        | Лоренсо Лобос              |
| Еухенио Сиљер          | Мартин Лобос               |
| Сонја Смит             | Анхела Аменабар            |
| Лисет Морелос          | Бланка Понсе де Леон       |
| Ајлин Мухика           | Ванеса Милер               |
| Пабло Азар             | Сесар Лобос                |
| Анхелика Марија        | Пасион Уркихо              |
| Давид Чокаро           | Кристијан Сантана          |
| Сули Монтеро           | Каталина Кинтана           |
| Браулио Кастиљо Ихо    | Густаво Понсе де Леон      |
| Исмаел Ла Роса         | Федерико                   |
| Сандра Дестенаве       | Наталија Суарес            |
| Карен Сентјес          | Инес Понсе                 |
| Мелвин Кабрера         | Ернесто                    |
| Ванеса Посе            | Вики                       |
| Тали Дуклауд           | Нина                       |
| Моника Франко          | Елизабет                   |
| Рубен Моралес          | Роке                       |
| Мигел Аугусто Родригез | др Вилијамс                |
| Карла Родригез         | др Лилијана Росалес        |
| Каролина Техера        | Клара Аменабар             |
| Хуан Пабло Љано        | Рамиро                     |
| Сулејка Ривера         | Дијана дел Ваље            |
| Адела Ромеро           | Росарио                    |
| Ана Каролина Грахалес  | Чарлот                     |
| Карлос Куерво          | Едуардо Хутон              |
| Карлос Фарач           | Естебан Агилар             |
| Каталина Меса          | Тете                       |
| Клаудија Каиседо       | Клаудија                   |
| Едуардо Каприле        | Крис                       |
| Емили Алварадо         | Аурора (као девојчица)     |
| Фернандо Санчез        | Астон                      |
| Фидел Перез Мичел      | Франциско Перез            |
| Гладис Јањез           | Маргарита Овиједо          |
| Ектор Фуентес          | др Паркер                  |
| Енри Сака              | Игнасио Миљер              |
| Исанијел Рохас         | Бето                       |
| Џесика Серезо          | Паула Паркер               |
| Хуан Карлос Баена      | Саверио Перез              |
| Хуан Сеперо            | Анибал Лопез Гарсија       |
| Кимари Кареро          | Ингрид Перез               |
| Лисли Стјуарт          | Ребека Карденас / Вероника |
| Маркел Берто           | Анди                       |
| Мишел Варгас           | Данијела                   |
| Николас Теран          | Хоакин Гељер               |
| Омар Сантана           | Каренио                    |
| Патрисио Дорен         | Рафаел Ернандез            |
| Педро Телемако         | Томас Ваљехо               |
| Реиналдо Круз          | др Габријел Хименес        |
| Росалинда Родригез     | Пилар                      |
| Салим Рубијалес        | Лучо                       |
| Сандра Еичлер          | Мерседес Гељер             |
| Скарлет Грубер         | Џени                       |